# Theologische Academie van Pyongyang
Het Theologische Academie van Pyongyang is het enige seminarie in Noord-Korea. Het seminarie staat onder beheer van de Koreaanse Christelijke Federatie (KCF), een door de staat erkende organisatie voor protestantse christenen.

## Geschiedenis
Het Theologisch Seminarie van Pyongyang werd aan het einde van de negentiende eeuw opgericht door Amerikaanse presbyterianen.
Pyongyang stond aan de communistische machtsovername bekend als het "Koreaanse Jeruzalem" vanwege de vele christenen die in de stad woonden. Er studeerden jaarlijks vele studenten aan het seminarie. Een van hen was ds. Kang Jang Wook (1904-1983), de oom van dictator Kim Il-sung, die in 1928 afstudeerde. Na de Tweede Wereldoorlog en de oprichting van de Volksrepubliek Korea werd hij de voorzitter van het centraal comité van de Koreaanse Christelijk Federatie. De communisten beknotten de vrijheid van godsdienst en in 1972 werd het seminarie gesloten. Voortaan kon men "studeren" aan de faculteit voor godsdienst aan de Universiteit van Pyongyang.
In 2000 werd, i.s.m. Zuid-Koreaanse methodisten besloten tot de oprichting van de Theologische Academie van Pjongjang. De bouw was in 2003 volledig klaar.
De academie grenst aan de Pongsukerk en de kantoren van de Koreaanse Christelijke Federatie. De theologische opleiding duurt drie jaar (volgens deze bron vijf jaar: 1). In 2009 studeerden er twaalf studenten aan de theologische academie.
In 2005 werd de academie bezocht door een delegatie van de Evangelische Kirche in Deutschland (EKD). Volgens een van de leden van de delegatie beschikt de academie over een kleine bibliotheek met theologische werken uit Zuid-Korea (waaronder vertalingen van Duitse theologen).

## Verwijzingen
1. ↑  http://books.google.nl/books?id=l2fjmhQG6CkC&pg=PA153&lpg=PA153&dq=%22pyongyang+theological+seminary%22&source=bl&ots=rWGot4xG5m&sig=v0_MeDSq_PIQV3HzqneUSQEPfaA&hl=nl&sa=X&ei=IwTRU9_-KIjV0QW92oGoDA&ved=0CD4Q6AEwBA#v=onepage&q=%22pyongyang%20theological%20seminary%22&f=false Peace and Reconcilliation: In Search of Shared Identity door: Sebastian C.H. Kim (red.), p. 153
2. ↑  https://web.archive.org/web/20180221100152/https://www.ucanews.com/story-archive/?post_name=%2F2000%2F05%2F29%2Fnorth-koreas-only-seminary-will-be-reopened-with-help-from-the-south&post_id=16134
3. ↑  http://img.sermonindex.net/modules/newbb/viewtopic_pdf.php?topic_id=3295&forum=48
4. 1 2  https://web.archive.org/web/20140728203037/http://www.ekd.de/international/berichte/2005/reader_2005_34_nordkorea.html
5. ↑  http://www.state.gov/j/drl/rls/irf/2010_5/168360.htm